# Delias luctuosa
Delias luctuosa är en fjärilsart som beskrevs av Jordan 1912. Delias luctuosa ingår i släktet Delias och familjen vitfjärilar. IUCN kategoriserar arten globalt som livskraftig. Inga underarter finns listade i Catalogue of Life.